# 鈴木英一郎
鈴木 英一郎（すずき えいいちろう、1963年6月2日 - ）は、日本の男性声優、舞台俳優。愛知県豊橋市出身。大沢事務所所属。

## 人物
映画の予告編のナレーションや格闘技番組のナレーションが多く、声質が似ている立木文彦の代役を担当することも多い。「仮面ライダーシリーズ」では4度ナレーターをつとめている。CMでは空気清浄機エアドッグの担当もしている。

## 出演

### テレビアニメ
- 星界の紋章（1998年、ティル・コリント）
- デビルマンレディー（1998年、ウルヴァー、特務隊員、坂沢史郎）
- カウボーイビバップ（1999年、ネロ）
- serial experiments lain（1999年、駐車場の男）
- ∀ガンダム（2000年、ミリシャ士官）
- 名探偵コナン（2001年、松田左文字〈初代〉）
- アルスラーン戦記（2015年 - 2016年、ナレーション）- 2シリーズ

### 劇場アニメ
- 名探偵コナン 14番目の標的（1998年、村上丈[3]）

### OVA
- 青の6号（1998年、辻宿）
- 星界の戦旗III（2005年、ティル・コリント）

### ゲーム
- クーロンズゲート 九龍風水傳（1997年、リッチ）
- エリーのアトリエ 〜ザールブルグの錬金術士2〜（1998年、クーゲル・シェンク）
- タイニーバレット（2000年、兵士）
- アーマード・コア3 サイレントライン（2003年、IBIS）
- HUNGRY GHOSTS（2003年）
- スパイクアウト ファイナルエディション（2005年、スパイク）
- 伝説のオウガバトル（2008年、黒騎士ガレス）
- 仮面ライダー クライマックスヒーローズ（2009年、ナレーション）

### 吹き替え
- フル・モンティ

### 映画
- 仮面ライダーシリーズ（ナレーション）
  - 劇場版 仮面ライダー555 パラダイス・ロスト
  - 劇場版 仮面ライダーカブト GOD SPEED LOVE
  - 仮面ライダー×仮面ライダー W&ディケイド MOVIE大戦2010
  - 劇場版 仮面ライダージオウ Over Quartzer（予告編）
- 修羅雪姫（ナレーター）
- 大怪獣バトル ウルトラ銀河伝説 THE MOVIE（予告編ナレーション）
- ウルトラマンゼロ THE MOVIE 超決戦!ベリアル銀河帝国（特報ナレーション）
- シグナル (予告編ナレーション)
- アオラレ (予告編ナレーション)

### オリジナルDVD
- 昆虫格闘 ムシファイト WORLD GP 2005（ナレーション）
- HERO外伝『チャン・イーモウと役者編』・『技術者編』（ナレーション）
- 本当にあった!!都市伝説2
- 本当にあった!!都市伝説3

### ナレーション
- 奇跡体験!アンビリバボー
- K-1 ※2006年4月30日以降、現在は立木文彦に交代
- 幻星神ジャスティライザー
- 美少女H2第8話
- 亀田興毅（亀田大毅）タイトルマッチ（VTRナレーター）
- ショップジャパン（「ビリーズブートキャンプ」ナレーター）
- ヒストリーチャンネル（番宣ナレーター）
- 木曜洋画劇場（予告ナレーター）
- 仮面ライダーシリーズ
  - 仮面ライダーアギト
  - 仮面ライダー龍騎
  - 仮面ライダーカブト
  - 仮面ライダーディケイド
  - 仮面ライダージオウ スピンオフ PART2『RIDER TIME 仮面ライダー龍騎』
- カスペ「強奪!逃亡!証拠隠滅!消えた犯人逮捕の決定的瞬間」
- 全国高等学校クイズ選手権
- 金曜ロードショー（予告ナレーター）
- ACジャパン　2003年（平成15年）度の全国キャンペーン「抱きしめる、という会話」（CMナレーター）
- 宇宙刑事ギャバン THE MOVIE（予告ナレーター）
- 世界の怖い夜!（2017年7月19日放送分）